# تشانغ لي (مبارزة بالسيف)
تشانغ لي (بالصينية: 张莉) هي مبارزة بالسيف صينية، ولدت في 29 نوفمبر 1981 في ينغكو في الصين.

## وصلات خارجية
- تشانغ لي على موقع أوليمبيديا (الإنجليزية)
- تشانغ لي على موقع اللجنة الأولمبية الصينية (الإنجليزية)